# Dicranomyia (Dicranomyia) ochripes
Dicranomyia (Dicranomyia) ochripes is een tweevleugelige uit de familie steltmuggen (Limoniidae). De soort komt voor in het Palearctisch gebied.